# 長谷川秋子
長谷川秋子（はせがわあきこ、1926年（大正15年）8月28日 - 1973年（昭和48年）2月2日）は、日本の俳人。

## 経歴
東京生まれ。父は俳人の沢本知水。立教高等女学院に学ぶ。昭和21年、長谷川零余子、かな女の嗣子、フルート奏者の長谷川博と結婚。子は小説家の三田完。
昭和44年、長谷川かな女の逝去にともなって、「水明」を継承主宰。昭和45年、離婚。昭和48年、喘息の発作により46歳で急逝。

## 作品
句集に『菊凪ぎ』（昭和42年）『鳩吹き』（46年）がある。『長谷川秋子全句集』（牧羊社　昭和51年）がある。「時に奔放な叙法を用いながら、情感や、憤りや、あこがれ、を伴って自己を強烈に焼きつけてゆく秋子俳句は、悲しみを突きぬけてゆく持前の強い野性味のなかから生れていった」（星野紗一）と評される。
代表句に「洗ひ髪の糸引く先や夏の水」「夏帽を脱いでかすかに髪ふくらむ」「揉んで洗ふ愛の起伏のありし髪」「髪多きは女の不幸ほたる籠」など髪を詠んだものが多い。他に「春の川指を流してしまひたく」「唇に血がのぼりくる朝椿咲く」「犬吠ゆる冬山彦になりたくて」「鳩吹いて見えざるものを信じたり」など。